# Había una vez un circo
Había una vez un circo è un film del 1972 diretto da Enrique Carreras.

## Trama
Andrea nonostante sia ammalata, vuole andare in un circo e così il padre convince gli artisti del circo per fare uno spettacolo a casa sua, sperando che Andrea migliori. Il padre che, è vedovo vuole sposare Carla ma Andrea non vuole perché lei è solo interessata ai soldi di suo padre. Andrea per evitare il loro matrimonio, decide di scappare di casa e va nel circo. Il padre, dopo aver ritrovato Andrea, decide di non sposarsi più ma il fratello di Carla rapisce Andrea per richiedere un riscatto che non andrà a buon fine perché, i clown del circo intervengono per liberarla.